# سازمان بین‌المللی دریانوردی
طرح تأسیس سازمان بین‌المللی دریانوردی یا آیمو (به انگلیسی: International Maritime Organization یا IMO) در ۶ مارس ۱۹۴۸ در کنفرانسی که در ژنو برگزار شده بود به تصویب رسید. این سازمان ۱۰ سال بعد اجرایی گردید و از سال ۱۹۵۸ شروع به کار در جامعهٔ بین‌المللی نمود. سازمان مذکور سابقاً سازمان مشورتی دریایی بین‌الدول (به انگلیسی: Inter-Governmental Maritime Consultative Organization) خوانده می‌شد اما از سال ۱۹۸۲ به سازمان بین‌المللی دریانوردی تغییر نام داد. هدف سازمان بین‌المللی دریانوردی، تسهیل همکاری و مبادلهٔ اطلاعات میان کشورهای عضو در زمینهٔ موضوعات فنی مربوط به کشتی‌رانی و به وجود آوردن عالی‌ترین معیارهای ایمنی دریایی است.
سازمان مذکور نقطهٔ عطفی در جامعهٔ بین‌المللی به‌شمار می‌آید چرا که این نخستین بار است که یک رکن بین‌المللی صرفاً اختصاص به مسائل دریایی دارد. این سازمان هم‌اکنون با ۱۷۲ عضو و یک عضو وابسته یکی از مؤسسات تخصصی وابسته به سازمان ملل متحد است و مقر ان در لندن (انگلستان) می‌باشد.

## اهداف
آیمو به‌طور کلی صلاحیت دارد در خصوص کلیه مسائل اداری و حقوقی مربوط به دریانوردی، اقدامات و تصمیمات لازم را انجام دهد و تاکنون پس از ۵۳ سال فعالیت مستمر توانسته‌است ۵۰ کنوانسیون و پروتکل و بیش از ۱۰۰۰ کد و توصیه‌نامه در رابطه با ایمنی و امنیت دریانوردی، جلوگیری از آلودگی آب‌ها و موضوعات مرتبط دیگر را به تصویب برساند. مهم‌ترین هدف آیمو «ایمنی، امنیت، کشتی‌رانی کارآمد در اقیانوس‌های عاری از آلودگی» است.

این سازمان اهداف عمدهٔ دیگری هم به شرح زیر دارد:
1. ایجاد یک سیستم همکاری میان دولت‌ها برای تدوین قواعد و ایجاد یک رویه در مورد کلّیه مسائل فنی مرتبط با کشتی‌رانی تجاری؛
2. تشویق و ایجاد تسهیلات برای تصویب قواعد عمومی در قلمرو امنیت دریایی، کشتی‌رانی مؤثر، جلوگیری از آلودگی دریاها توسط کشتی‌ها و مبارزه بر ضد آلودگی؛
3. تهیه پیش‌نویس کنوانسیون‌ها، موافقتنامهها و سایر اسناد در خصوص ایمنی دریانوردی و موضوعات مرتبط با آن و در صورت لزوم تشکیل کنفرانس بین‌المللی جهت تصویب آن‌ها؛[۶]
4. بررسی و تحقیق در خصوص کلیهٔ مسائلی که از طرف یکی از ارگان یا نهادهای تخصصی سازمان ملل متحد به این سازمان احاله داده می‌شود.[۷]

## ساختار

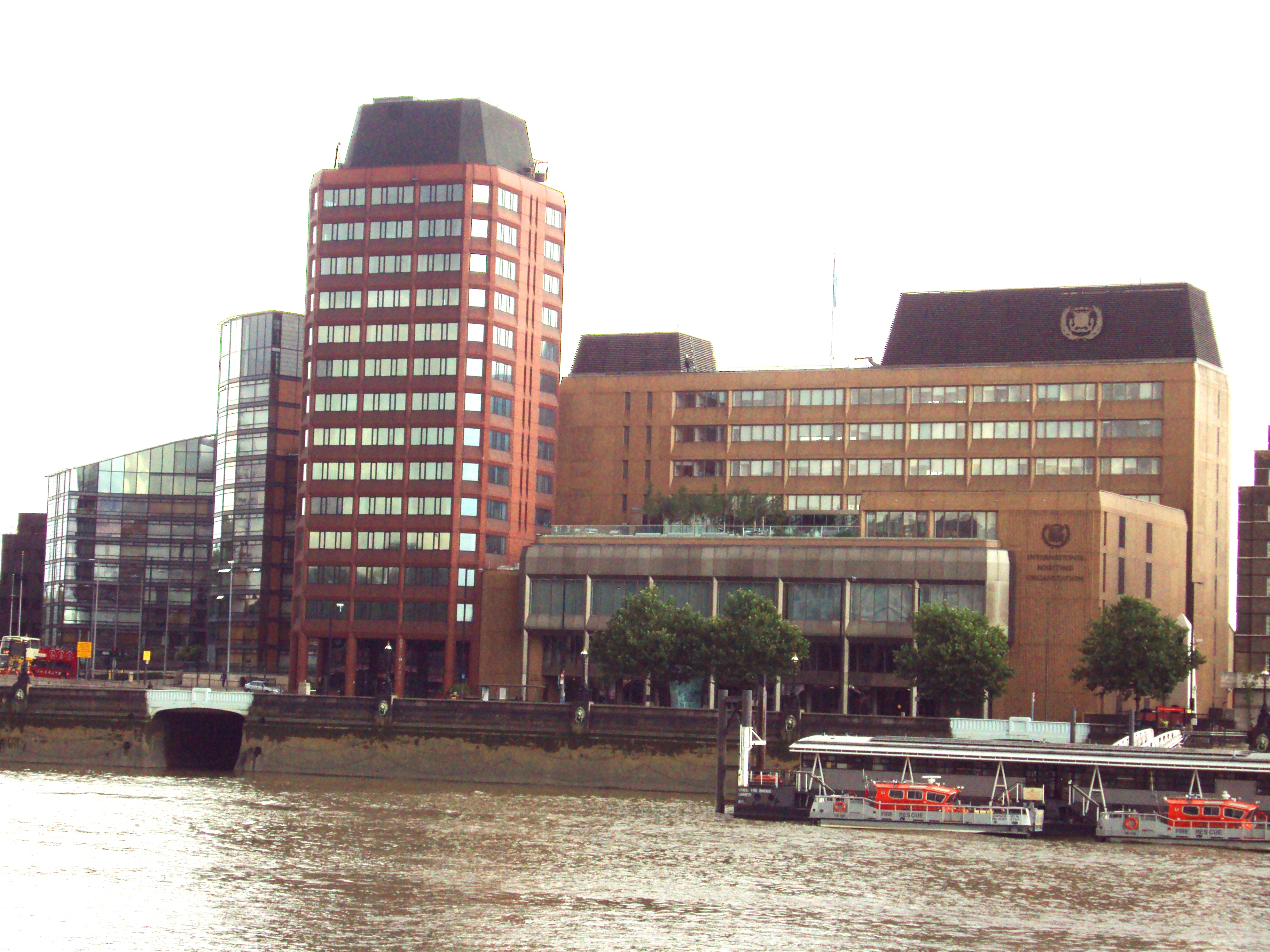
مقّر سازمان بین‌المللی دریانوردی، لندن

سازمان بین‌المللی دریانوردی متشکل از ارکان زیر است:

### مجمع
مجمع عالی‌ترین رکن سازمان محسوب می‌شود و از تمامی دولت‌های عضو (۱۷۰ کشور به علاوه ۳ عضو وابسته) تشکیل شده‌است. این رکن هر ۲ سال یک‌بار به‌طور منظم تشکیل جلسه می‌دهد اما در صورت نیاز از اختیار برگزاری جلسات اضطراری هم برخوردار است. مجمع مسئول تصویب برنامهٔ کاری سازمان و بودجه است و در خصوص عملکرد مالی سازمان تصمیمات لازم را اتخاذ می‌نماید. هم‌چنین اعضای شورا توسط مجمع انتخاب می‌شوند.

### شورا
بعد از اولین جلسهٔ منظم مجمع، اعضای شورا که هم‌اکنون ۴۰ دولت عضو هستند برای مدت ۲ سال انتخاب می‌شوند. مجمع این ۴۰ دولت را با توجه به معیارهای بین‌المللی برای یک دورهٔ دو ساله (۲۰۱۳–۲۰۱۲) انتخاب نموده‌است.
- ۱۰ دولت از میان دولت‌هایی که بیش‌ترین خدمات بین‌المللی را در کشتی‌رانی دریایی ارائه می‌کنند. این ۱۰ دولت عبارتند از: چین، یونان، ایتالیا، ژاپن، نروژ، پاناما، جمهوری کره، فدراسیون روسیه، بریتانیا و ایالات متحده آمریکا.
- ۱۰ دولت از میان دولت‌هایی که بیش‌تر از سایرین در تجارت بین‌المللی نقش داشتند. آرژانتین، بنگلادش، برزیل، کانادا، فرانسه، آلمان، هند، هلند، اسپانیا و سوئد.
- ۲۰ دولت از دولت‌هایی هستند که منافع خاص در حمل ونقل دریایی یا کشتی‌رانی دارند و با عضویت این دولت‌ها در شورا این اطمینان به وجود آمده‌است که در این سازمان نمایندگی عادلانهٔ جغرافیایی رعایت می‌شوند. استرالیا، باهاما، بلژیک، شیلی، قبرس، دانمارک، مصر، اندونزی، جامائیکا، کنیا، لیبریا، مالزی، مالت، مکزیک، مراکش
- ، فیلیپین، سنگاپور، آفریقای جنوبی، تایلند و ترکیه.[۸][۹]

شورا رکن اجرایی سازمان است و زیر نظر مجمع بر کار سازمان نظارت می‌کند. شورا در فاصلهٔ دو اجلاس مجمع، وظایف این رکن را به جز توصیه به دولت‌ها در مورد امنیت دریایی و جلوگیری از آلودگی دریاها (این موارد فقط در صلاحیت مجمع است) را انجام می‌دهد. دیگر عملکردهای شورا عبارت است از:
1. هماهنگ‌سازی فعالیت‌های ارکان سازمان؛
2. بررسی و تهیه پیش‌نویس برنامه‌ها و تخمین بودجهٔ سازمان و ارائه دادن آن به مجمع عمومی سازمان؛
3. تعیین و منصوب کردن دبیرکل آیمو با موافقت مجمع؛
4. دریافت گزارش‌ها و پیشنهادهای کمیته‌ها و سایر ارگان‌ها و ارائهٔ آن‌ها به مجمع و دولت‌های عضو؛
5. بررسی برنامه‌ها و توافقنامه‌های سازمان که در ارتباط با دیگر سازمان‌های بین‌المللی است و ارائه به مجمع در جهت تصویب آن.[۸]

### کمیته‌ها
آیمو یک سازمان فنی است و اغلب فعالیت‌هایش را از طریق ۵ کمیتهٔ اصلی و تعداد زیادی
 کمیته‌های فرعی تخصصی انجام می‌دهد.

#### کمیته ایمنی دریایی
کمیته ایمنی دریایی (MSC) اصلی‌ترین رکن فنی سازمان است و از کلیهٔ دولت‌های عضو تشکیل شده‌است. این کمیته کلیهٔ مسائلی را که در قلمرو صلاحیت سازمان واقع شده‌است. مانند کمک به کشتی‌رانی بین‌المللی، ساخت لوازم کشتی، ایجاد قوانین برای جلوگیری از تصادم در دریاها، اداره کردن و حمل و نقل محموله‌های دریایی خطرناک، تحقیق در خصوص صدمات دریایی، اطلاعات مربوط به آبنگاری نقشه، تکمیل خدمه از نظر ایمنی و سایر موضوعاتی که به‌طور مستقیم و مؤثر به امنیت دریا مرتبط است.
هم‌چنین کمیتهٔ امنیت دریایی مکانیسمی را فراهم آورده‌است تا هر وظیفه‌ای که از طرف کنوانسیون، مجمع یا امور ناشی از سایر اسناد بین‌المللی را که به آن محوّل می‌شود، انجام دهد.

#### کمیته حفاظت از محیط زیست دریایی
کمیتهٔ حفاظت از محیط زیست دریایی (MEPC) در ابتدا به عنوان رکن فرعی مجمع در نوامبر ۱۹۷۳ تأسیس شد اما از سال ۱۹۸۵ بر اساس اساسنامهٔ سازمان به یک کمیتهٔ مستقل تغییر شکل یافت. این کمیته که مرکب از کلیهٔ دولت‌های عضو است، صلاحیت دارد به کلیهٔ موضوعاتی که در ارتباط با جلوگیری و کنترل آلودگی دریایی توسط کشتی‌ها است، رسیدگی کند. از دیگر عملکردهای کمیته، تصویب و اصلاح کنوانسیون و سایر قوانین و اطمینان یافتن از قابلیت اجرایی آن‌ها است.

#### کمیته مسایل حقوقی
کمیتهٔ مسائل حقوقی (LEG) مرکب از تمامی دولت‌های عضو سازمان آیمو است. این کمیته در سال ۱۹۶۷ به عنوان رکنی فرعی در پاسخ به مسائل حقوقی و مشکلات زیست‌محیطی برآمده از عواقب فاجعهٔ غرق شدن نفت‌کش غول پیکر توری کنیون تأسیس شد اما متعاقب آن فاجعه، تبدیل به رکن دائمی سازمان شد. این کمیته هر گونه امور حقوقی در محدودهٔ وظایف سازمان را انجام می‌دهد. هم‌چنین صلاحیت انجام هر وظیفه‌ای که از طرف کمیته‌های سازمان، مجمع یا هر امر ناشی از سایر اسناد بین‌المللی مورد قبول سازمان را که به آن احاله می‌شود، بر عهده دارد.

#### کمیته همکاری‌های فنی
کمیتهٔ همکاری‌های فنی (TC) مرکب از تمامی دولت‌های عضو سازمان است. این کمیته در ۱۹۶۷ به عنوان رکن فرعی شورا تأسیس شد اما بعد از اجرایی شدن اصلاحات کنوانسیون آیمو در ۱۹۸۴ تبدیل به یکی از کمیته‌های رسمی سازمان شد. این سازمان مسئول انجام وظایف مهمی در جهت ارائه همکاری فنی، به ویژه به کشورهای در حال توسعه است.

#### کمیته تسهیل
کمیتهٔ تسهیل (FAL) هم مرکب از تمامی دول عضو سازمان است. این کمیته در ابتدا به عنوان رکن فرعی شورا در ۱۹۷۲ تأسیس شد و بعد از اجرایی شدن اصلاحات در کنواسیون آیمو در ۲۰۰۸، در زمرهٔ یکی از کمیته‌های اصلی سازمان قرار گرفت. این کمیته در جهت کاهش و حذف تشریفات غیرضروری و زائد اداری و آسان‌تر کردن ارائه اسناد مورد نیاز کشتی‌ها به هنگام ورود یا ترک بندرها به وجود آمده‌است. در سال‌های اخیر مهم‌ترین وظیفهٔ این کمیته، تمرکز بر ایجاد تعادل‌سازی و ارتباط میان دو موضوع مهم، یعنی، امنیت دریایی و تسهیلات تجارت دریایی بین‌المللی بوده‌است.

### کمیته‌های فرعی تخصصی
دو کمیتهٔ امنیت دریایی و حفاظت از محیط زیست دریایی کار خود را در همکاری با ۹ کمیتهٔ فرعی تخصصی انجام می‌دهند. در این کمیته‌ها کلیهٔ دول عضو شرکت می‌کنند. این ۹ کمیتهٔ فرعی عبارتند از:
- مایعات، فله و گازها (BLG)
- حمل کالاهای خطرناک، خشک و کاتینرها (DSC)
- حفاظت در برابر حریق (FP)
- ارتباطات رادیویی، جستجو و نجات دریایی (COMSAR)
- ایمنی ناوبری (NAV)
- طراحی کشتی و تجهیزات آن (DE)
- تعادل، خط شاهین بارگیری و ایمنی شناورهای صیادی (SLF)
- استاندارهای آموزش و نگهبانی در دریا (STW)
- اجرای مقررات توسط کشور صاحب پرچم (FSI)‏[۸][۱۱]‎

### دبیرخانه
دبیرخانهٔ آیمو از دبیرکل و ۳۰۰ کارمند بین‌المللی که در مقر سازمان، لندن مستقر هستند، تشکیل شده‌است. دبیرخانه مسئولیت امور اداری و هماهنگی اجرایی را بر عهده دارد.

#### دبیرکل
دبیرکل از طرف شورا با تصویب مجمع انتخاب می‌شود. دبیرکل سازمان هم‌اکنون از ۱ ژانویه ۲۰۱۲ بر عهدهٔ کوجی سکیمیزو از ژاپن است. او در صد و شصتمین جلسهٔ شورای آیمو در ژوئن ۲۰۱۲ و بیست و هفتمین جلسهٔ مجمع در نوامبر ۲۰۱۱ برای یک دورهٔ ۴ ساله انتخاب شد.

## فعالیت‌ها
فعالیت‌های آیمو را می‌توان به دو قسمت تقسیم کرد:

### فعالیت‌های آیمو در زمینهٔ تدوین قواعد بین‌المللی (کنوانسیون)

#### کنوانسیون‌های اصلی
- کنوانسیون بین‌المللی ایمنی جان اشخاص در دریا، معروف به سولاس (به انگلیسی: SOLAS) (۱۹۷۴)
- کنوانسیون بین‌المللی پیشگیری از آلودگی توسط کشتی‌ها، معروف به مارپل (به انگلیسی: MARPOL) (1973/1978)
- کنوانسیون بین‌المللی استانداردهای آموزش، صدور گواهینامه و نگهبانی دریانوردان، (به انگلیسی: STCW) (1978)
- کنوانسیون کار دریایی، (به انگلیسی: MLC) (2006)

#### سایر کنوانسیون‌ها
- کنوانسیون بین‌المللی در مورد امنیت کانتینرها، (به انگلیسی: CSC)‏ (۱۹۷۲)
- کنوانسیون در مورد مقررات بین‌المللی برای جلوگیری از تصادم در دریاها، (به انگلیسی: COLREG) (۱۹۷۲)
- کنوانسیون مربوط به ایجاد سازمان بین‌المللی ارتباطات دریایی از طریق ساتلیت، (به انگلیسی: INMARSAT)(۱۹۷۶)
- کنوانسیون بین‌المللی تور مولینوس در مورد امنیت کشتی‌های صیادی، (به انگلیسی: SFV)(۱۹۷۷)
- کنوانسیون برای سرکوب اعمال غیرقانونی بر ضد امنیت کشتی‌رانی دریایی، (به انگلیسی: SUA)‏ (۱۹۸۸)
- تصویب کنواسیون‌های متعدد دیگر در مورد جلوگیری از آلودگی دریاها و امنیت کشتی ها[۵][۱۳]

### برنامه‌های عملی آیمو
این برنامه‌ها به تشکیل سمینارها و کارگاه‌های آموزشی و کمک به دولت‌ها برای اجرای کنوانسیون‌های بین‌المللی اختصاص دارد. در راستای اجرای این طرح بود که آیمو دانشگاه جهانی علوم دریایی (World Maritime University)، مالمو سوئد را در ۱۹۸۳ تأسیس کرد. هدف این مؤسسه فراهم آوردن امکانات آموزشی پیشرفته برای کارمندان کشورهای در حال توسعه‌ای است که در کشور خود به سطح نسبتاً استانداردی در زمینهٔ فعالیت‌های دریایی رسیده‌اند. از دیگر فعالیت‌های این سازمان تأسیس مؤسسه حقوق دریایی بین‌المللی در مالت و آکادمی دریایی بین‌المللی در تریسته (به انگلیسی: Trieste) ایتالیا است.